# 소울칼리버
《소울칼리버》(Soulcalibur)는 남코의 대전 격투 게임 시리즈이다.

## 시리즈
- 《소울 엣지》
- 《소울칼리버》
- 《소울칼리버 II》
- 《소울칼리버 III》
- 《소울칼리버 레전즈》
- 《소울칼리버 IV》
- 《소울칼리버: 브로큰 데스티니》
- 《소울칼리버 V》
- 《소울칼리버: 로스트 소즈》
- 《소울칼리버 VI》